# Selva (Mallorca)
Selva (IPA: [sə́wvə]) és una vila i municipi del Raiguer de Mallorca. Limita amb els termes de Mancor de la Vall, Escorca, Campanet, Inca, Búger i Lloseta.

## Història
El topònim de Selva apareix documentat per primera vegada com a alqueria Xílvar al Llibre del Repartiment de 1232, formant part del juz d'Inca. Alguns etimologistes consideren que prové de la paraula llatina silva, que significa bosc, mentre que d'altres sostenen que té un origen pre-romà (Sèlver) o protoeuropeu, relacionat amb l'argent.
Durant l’època musulmana s'organitzava com una alqueria. Amb el repartiment de Mallorca, després de la conquesta de Jaume I, el lloc va ser cedit a parts iguals als cavallers Pere Nunis i Pere Laí.
La fundació oficial de Selva com a vila tingué lloc l’any 1300 per ordre del rei Jaume II de Mallorca, en un període de creixement demogràfic i econòmic. El nucli urbà es va consolidar ràpidament, amb una reorganització urbana atribuïda als colons cristians, que van dividir la vila en tres barris: Camarata, Vilella i es Puig, una divisió que es manté documentada des del segle xiv. La parròquia de Sant Llorenç, fundada pel papa Innocenci IV el 1248, inicialment comptava amb un edifici que va ser substituït a partir del 1300 per una església gòtica amb campanar d'espadanya.

## Població
| Entitat de població | Habitants (2024) |
| Selva               | 2.282            |
| Caimari             | 845              |
| Moscari             | 655              |
| Biniamar            | 490              |
| Font: INE           |                  |

Selva és el cap administratiu dels llogarets de Biniamar, Binibona, Moscari i Caimari. També va incloure fins al 1925 la vila de Mancor de la Vall, que es va independitzar en aquell any.
Des de mitjans de segle xx, la població havia anat disminuint fins a arribar un mínim d'uns 2.870 habitants a les dècades de 1980 i 1990. De de llavors la població s'ha anat incrementant fins a arribar a sobrepassar un altre cop els 4.000 habitants el 2021.
Els primers cognoms més freqüents a Selva són: Coll, Morro, Sastre, Seguí i Garcia.

## Llocs d'interès
L'església actual de Selva es començà a construir a principis del segle xiv i està documentada per una carta que atorgà el rei Sanç I de Mallorca. Vers l'any 1600 aquesta església es va ampliar i es reconstruí amb una gran escalonada davant la façana principal. Vers 1855 es produí un incendi el que va donar a fer-se una nova rehabilitació.
Igual que a Inca, el poble de Selva té una gran devoció per Crist Rei. L'ermita de Crist Rei va ser construïda durant la dècada de 1920, i després de ser beneïda l'any 1927, es va convertir en un lloc de culte i reunió per als feligresos de Selva. No obstant això, a causa de l'explotació de mines de lignit sota el puig, l'estructura de l'ermita va patir danys significatius, amb esquerdes i despreniments que van comprometre la seva integritat. Aquesta situació va conduir al seu abandonament i parcial demolició a mitjans de la dècada de 1960. Malgrat la destrucció de l'edifici, les ruïnes de l'ermita i el puig de Crist Rei continuen sent un lloc emblemàtic i punt de trobada per a celebracions religioses al llarg de l'any, especialment durant la festivitat de Pasqua.

## Festes, mercats i fires
- Selva celebra les seves festes patronals dia 10 d'agost, Sant Llorenç. Els altres nuclis celebren els seus patrons per la Mare de Déu d'agost, el 15 d'agost.
- També són molt populars els pancaritats que es fan a tots els nuclis del municipi: Crist Rei (Selva)
- A la barriada de Camarata de Selva se celebra, també, la fira i festa de la Creu, dia 3 de maig, celebració que, amb el temps, ha esdevingut animada fira i mostra artesana.
- El segon cap de setmana de juny se celebra la Fira de ses Herbes, una fira centrada en les rondalles mallorquines i en el paper de les herbes medicinals en la cultura del poble en l'antiguitat.

## Cultura
El municipi de Selva compta amb una xarxa d'infraestructures culturals distribuïdes pels seus diversos nuclis de població. Cada un d'aquests nuclis disposa d'una Casa del Poble que serveix com a espai per a la realització d'activitats culturals. A més, tant Caimari com Moscari tenen accés a una biblioteca pública. La vila de Selva compta amb una Casa de Cultura plenament, que acull la Biblioteca Central de la xarxa municipal, el Servei d'Informació, l'Escola Municipal de Música, una sala d'exposicions i un saló d'actes.
En l'àmbit de la cultura popular, destaca l'agrupació folklòrica Aires de Muntanya, una entitat dedicada a la promoció i preservació de les tradicions locals. Aquesta agrupació ofereix regularment actuacions de balls tradicionals mallorquins, com el copeo, la jota des figueral, el bolero de s'Hort d'en Boira i el ball de ses Xapetes, tant al Casal Museu de Can Servera de Selva com en diversos indrets de Mallorca.

## Selvatgins il·lustres
- Jaume Lladó i Ferragut; historiador, el municipi atorga el Premi d'Investigació Jaume Lladó i Ferragut cada dos anys (Palma, 1975)
- Francesc Bonafè i Barceló; botànic, poeta, folklorista i capellà (Biniamar, 1908-1994)
- Guillem Mateu i Mateu; oceanògraf, biòleg, investigador, professor de Micropaleontologia (Caimari, 1930)